# Torre del Lebbroso
Der Torre del Lebbroso (in französisch Tour du Lépreux) ist ein Burg-Turm in der Stadt Aosta im Aostatal, der auf der Westseite der alten, römischen Stadtmauer, in der Via Jean-Boniface Festaz, eingebaut ist.

## Geschichte

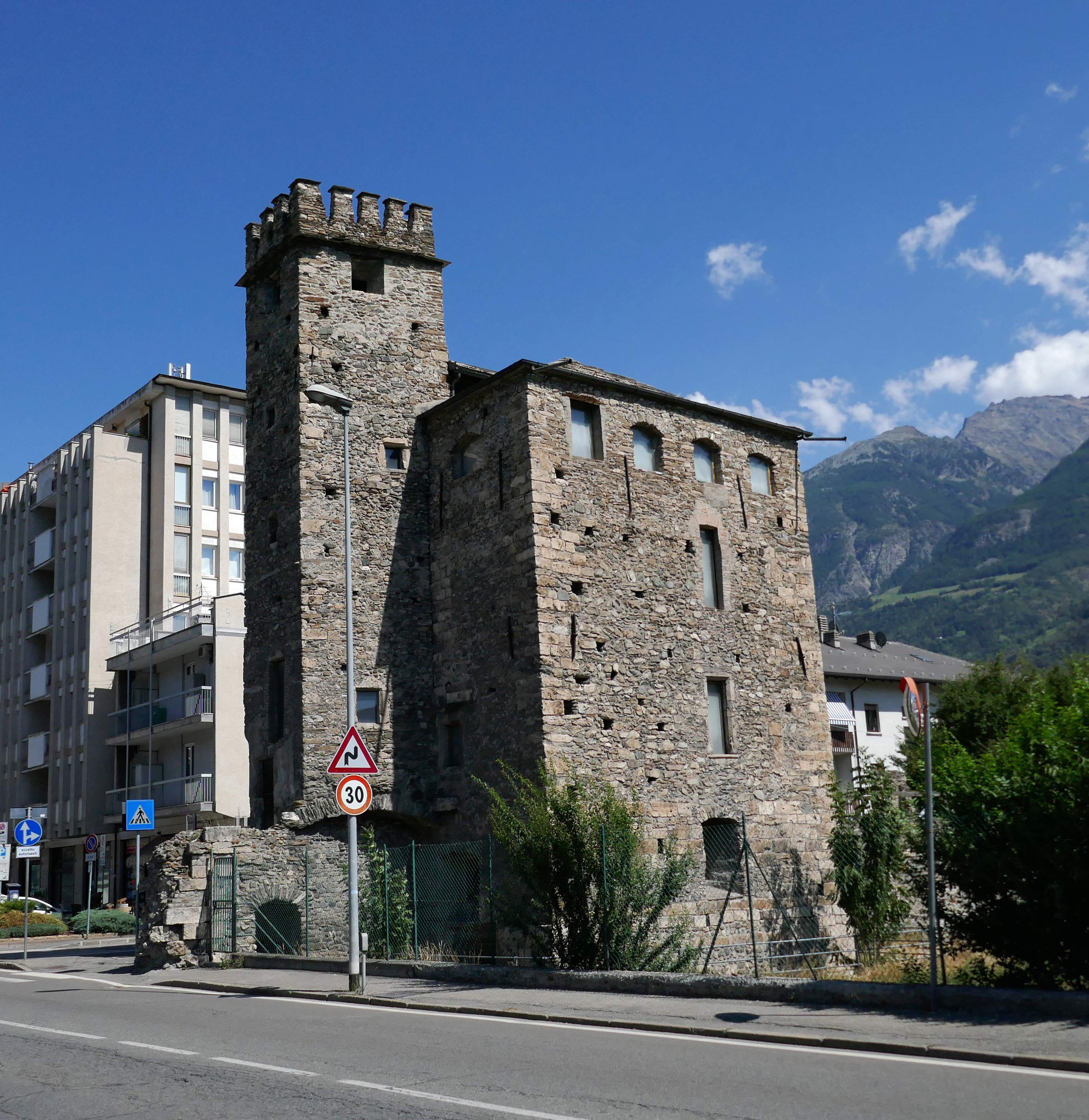
Nord- und Ostfassade des Torre del Lebbroso (von der Via Jean-Boniface Festaz aus)

Der Torre del Lebbroso wurde auf den Resten eines alten, römischen Turms erbaut und hieß ursprünglich „Torre Friour“ oder „Torre de Friours“ nach dem Namen der Familie, die darin wohnte. Die De Friours, deren Name erstmals in einem Dokument von 1191 erwähnt ist, bewohnten auch die Porta Decumana, die heute verschwunden ist. In der Folge wurde der Turm aufgegeben und hieß dann „Torre di Spavento“ (in Französisch: „Tour de la Frayeur“).
Nach einigen Eigentümerwechseln kaufte 1773 der Ritterorden der hl. Mauritius und Lazarus den Turm. Aus dieser Zeit stammt der heutige Name, der mit der Anwesenheit von Pietro Bernardo Guasco da Oneglia, einem Aussätzigen, der von 1773 bis zu seinem Tod 1803 mit seiner Schwester in dem Turm eingeschlossen wurde, um die Ansteckung der ganzen Stadt zu verhindern. Der Turm was so Teil des Hospice de charité, das von Jean-Boniface Festaz gegründet worden war. Seine Geschichte war die Inspiration für die Geschichte des Romans Le lépreux de la cité d’Aoste (dt.: „Der Aussätzige von Aosta“) des savoyardischen Schriftstellers Xavier de Maistre, der 1811 veröffentlicht wurde.
1890 ließ das Ufficio regionale per i Monumenti del Piemonte e della Liguria (dt. Regionales Denkmalbüro für das Piemont und Ligurien) unter der Leitung von Alfredo d’Andrade das Gebäude restaurieren. Heute gehört es der Autonomen Region Aostatal, die daraus einen Ausstellungsraum gemacht hat.

## Beschreibung
Der Torre del Lebbroso wurde auf dem Fundament eines früheren, römischen Turms errichtet, wie die Restaurierungsarbeiten Ende des 19. Jahrhunderts ans Licht brachten. An diesen Turm wurde im 15. Jahrhundert ein mittelalterlicher Turm mit quadratischem Grundriss angebaut, in dem man über eine überdachte Außentreppe gelangte und in dem sich innen eine Wendeltreppe befand, die Zugang zu den einzelnen Stockwerken vermittelte. Die alten, römischen Fenster wurden größtenteils verschlossen, aber die verbleibenden belichten noch die einzelnen Stockwerke im Inneren.

## Galeriebilder

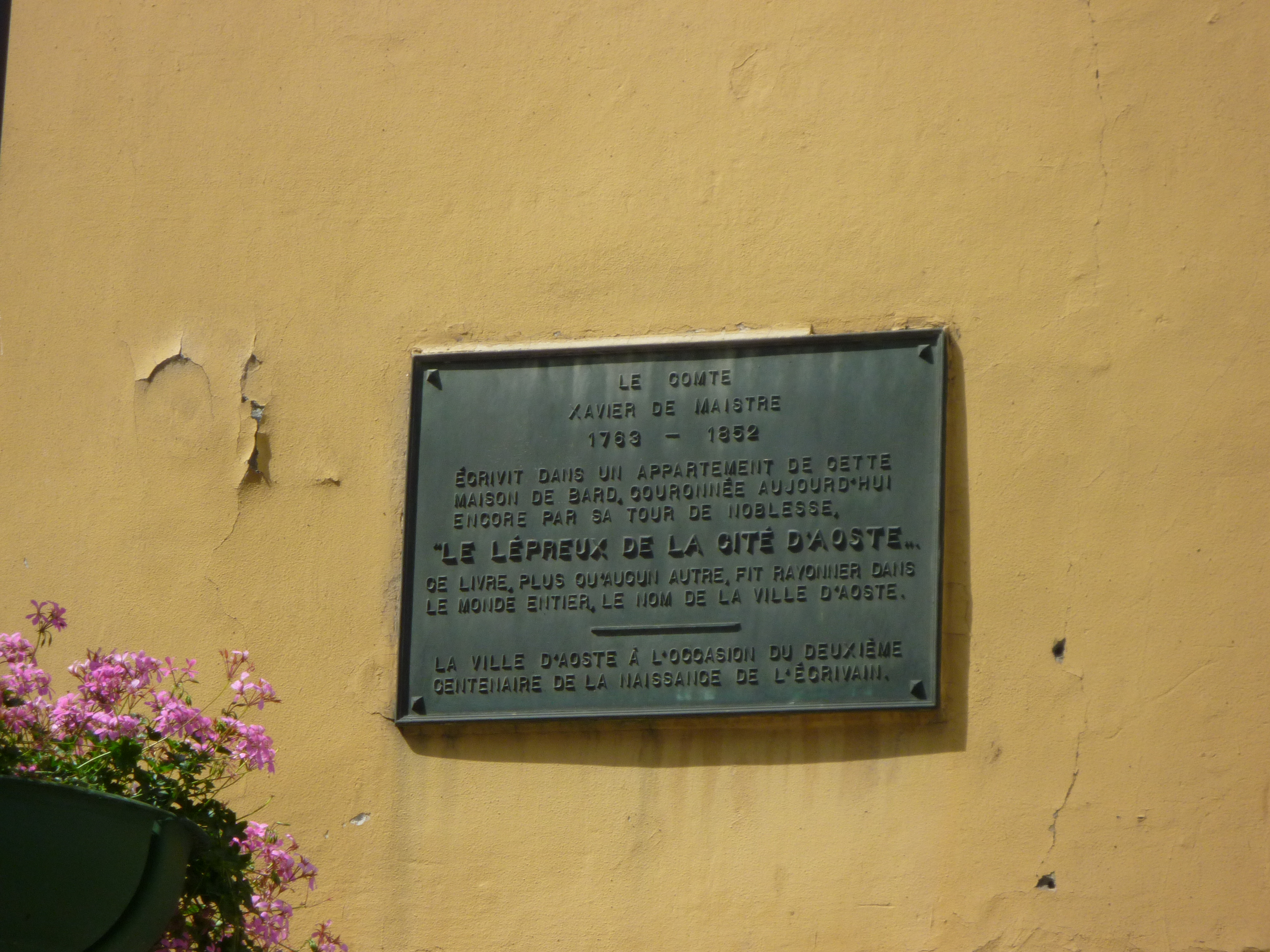
Tafel in der Straße Conseil des Commis in Aosta zur Erinnerung an das Haus, in dem Xavier de Maistre den Roman „Der Aussätzige von Aosta“ geschrieben hat
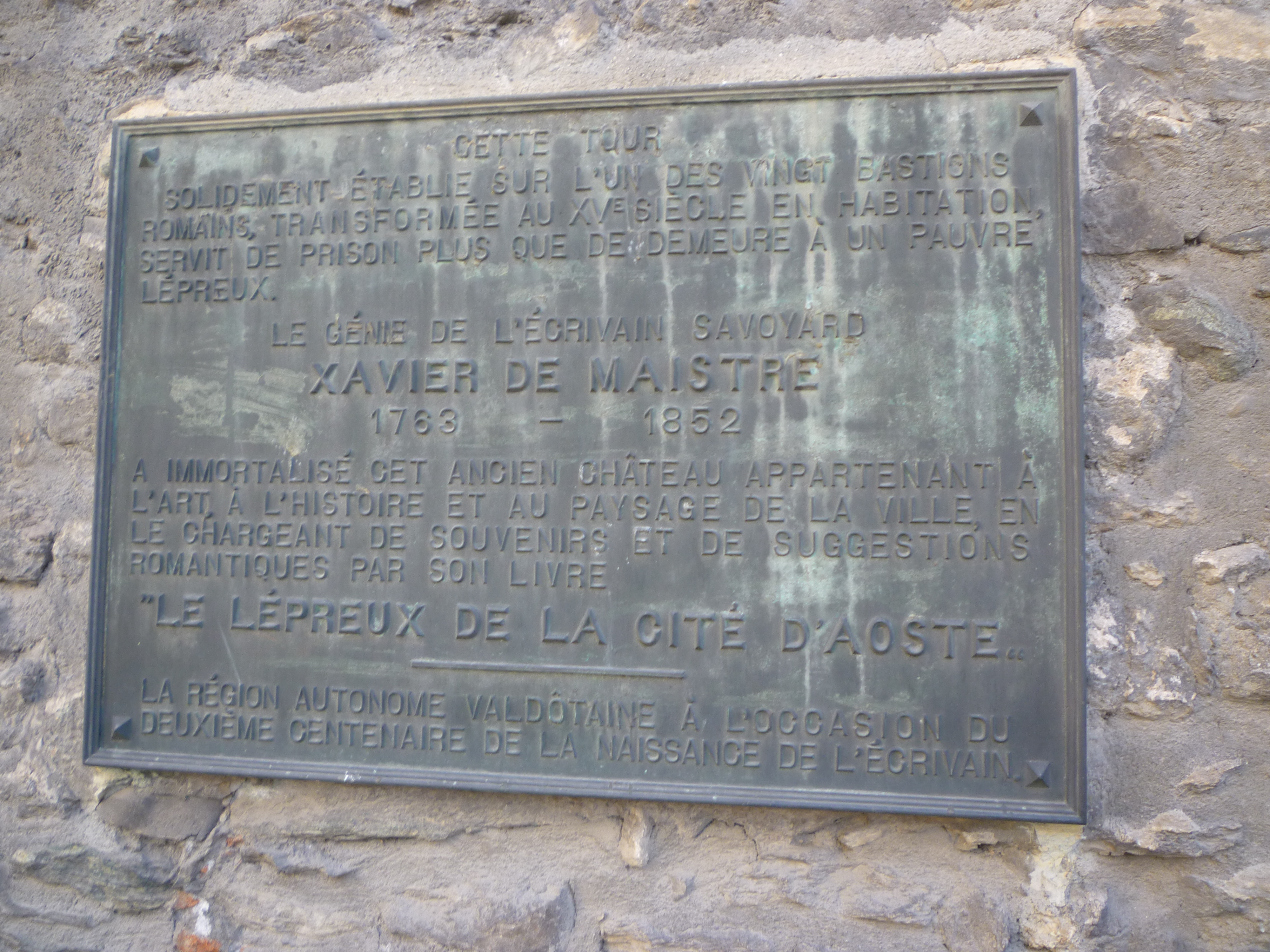
Erinnerungstafel an Xavier de Maistre am Torre del Lebbroso in Aosta